# Coelomera aegidia
Coelomera aegidia es un insecto coleóptero de la familia Chrysomelidae.
Fue descrita científicamente en 1956 por Bechyne.